# Tua per sempre (film 2021)
Tua per sempre (To All the Boys: Always and Forever, Lara Jean) è un film del 2021 diretto da Michael Fimognari.
Il film, adattamento cinematografico del romanzo del 2017 Tua per sempre, Lara Jean scritto da Jenny Han, è il sequel di P. S. Ti amo ancora (2020).

## Trama
Lara Jean Covey, accompagnata dalle sue sorelle Kitty e Margot, suo padre Dan e dalla sua vicina Trina Rothschild, visita Seoul per le vacanze di primavera. Si riconnette al ricordo di sua madre cercando un lucchetto che sua madre aveva lasciato su un ponte per commemorare il suo amore per Dan, e finalmente riesce a leggere il suo messaggio, che dice "per il resto della mia vita". Tornando a casa, dice al suo ragazzo, Peter Kavinsky, che i due non hanno mai avuto un incontro carino, incontrando l'incredulità di Peter perché ricorda abbastanza bene il loro primo incontro. Aspetta nervosamente il risultato della sua domanda alla Stanford University in modo da poter frequentare il college con Peter. Mentre la relazione di Dan con Trina diventa più seria e la famiglia inizia a pianificare il loro imminente matrimonio, Lara Jean è delusa quando viene accettata nelle sue scuole di sicurezza, l'Università della California, Berkeley e la New York University, ma viene respinta da Stanford.
Inizialmente incline a Berkeley per vivere più vicino a Peter, Lara Jean si gode New York City durante una gita scolastica e decide per la NYU. Spiega la sua decisione a Peter, ma la sua delusione per la sua decisione è palpabile e decide di rompere con lei la sera del ballo di fine anno per salvare se stesso da quello che vede come l'inevitabile rottura di una relazione a distanza. Rispettando i desideri di Lara Jean, Peter salta il matrimonio di Dan e Trina; si incontra anche con suo padre per un pasto e sceglie di provare a riconnettersi con lui nonostante gli anni della sua assenza. Dopo i festeggiamenti del matrimonio, Kitty cospira con Peter per organizzare un incontro tra lui e Lara Jean sotto la tenda nuziale. Lara Jean trova una lettera di Peter nel suo annuario contenente il suo resoconto del loro primo incontro in prima media e una proposta di contratto per amarsi sempre nonostante le 3.000 miglia (4.800 km) tra Stanford e la New York University. Peter entra e le chiede di firmare, a cui lei acconsente con gioia. Il film si conclude con la riflessione di Lara Jean sul volere ciò che ha con Peter, indipendentemente da ciò che dicono i film e da ciò che dicono gli stereotipi sulle relazioni a distanza. Rimane ottimista sul fatto che la distanza offrirà loro l'opportunità di continuare a scriversi lettere d'amore.

## Produzione
Le riprese del film sono iniziate il 15 luglio 2019 a Vancouver, due mesi dopo la fine di quelle del capitolo precedente.

## Promozione
Il primo trailer del film è stato diffuso il 13 gennaio 2021.

## Distribuzione
Il film è stato distribuito su Netflix a partire dal 12 febbraio 2021.

## Riconoscimenti
- 2021 - MTV Movie & TV Awards[3]
  - Miglior film